# جزایر خالپیلی
جزایر خالپیلی (انگلیسی: Khalpili Islands) گروهی از جزیره‌ها در استان ماگادان کشور روسیه است.